# Resolutie 1156 Veiligheidsraad Verenigde Naties
Resolutie 1156 van de Veiligheidsraad van de Verenigde Naties werd unaniem door de VN-Veiligheidsraad aangenomen op 16 maart 1998.

## Achtergrond
In Sierra Leone waren al jarenlang etnische spanningen tussen verschillende bevolkingsgroepen. In 1978 werd het een eenpartijstaat met een regering die gekenmerkt werd door corruptie en wanbeheer van onder meer de belangrijke diamantmijnen. Intussen was in buurland Liberia al een bloedige burgeroorlog aan de gang, en in 1991 braken ook in Sierra Leone vijandelijkheden uit. In de volgende jaren kwamen twee junta's aan de macht, waarvan vooral de laatste een schrikbewind voerde. Zij werden eind 1998 met behulp van buitenlandse troepen verjaagd, maar begonnen begin 1999 een bloedige terreurcampagne. Pas in 2002 legden ze de wapens neer.

## Inhoud
De Veiligheidsraad:
- Herinnert aan resolutie 1132.
- Neemt akte van de brief van Sierra Leone.
- Handelt onder Hoofdstuk VII van het Handvest van de Verenigde Naties.

1. Verwelkomt de terugkeer van Sierra Leones democratisch verkozen president op 10 maart.
2. Beslist onmiddellijk het verbod om Sierra Leone olieproducten te verkopen te beëindigen.
3. Verwelkomt de intentie van de secretaris-generaal om voorstellen te doen over de toekomstige rol van de VN in Sierra Leone.
4. Besluit de andere verboden in resolutie 1132 te herzien naargelang de ontwikkelingen en gesprekken met Sierra Leone.
5. Besluit op de hoogte te blijven.

## Verwante resoluties
- Resolutie 1132 Veiligheidsraad Verenigde Naties (1997)
- Resolutie 1162 Veiligheidsraad Verenigde Naties
- Resolutie 1171 Veiligheidsraad Verenigde Naties

Lijst ·  1147 ·  1148 ·  1149 ·  1150 ·  1151 ·  1152 ·  1153 ·  1154 ·  1155 ·  1156 ·  1157 ·  1158 ·  1159 ·  1160 ·  1161 ·  1162 ·  1163 ·  1164 ·  1165 ·  1166 ·  1167 ·  1168 ·  1169 ·  1170 ·  1171 ·  1172 ·  1173 ·  1174 ·  1175 ·  1176 ·  1177 ·  1178 ·  1179 ·  1180 ·  1181 ·  1182 ·  1183 ·  1184 ·  1185 ·  1186 ·  1187 ·  1188 ·  1189 ·  1190 ·  1191 ·  1192 ·  1193 ·  1194 ·  1195 ·  1196 ·  1197 ·  1198 ·  1199 ·  1200 ·  1201 ·  1202 ·  1203 ·  1204 ·  1205 ·  1206 ·  1207 ·  1208 ·  1209 ·  1210 ·  1211 ·  1212 ·  1213 ·  1214 ·  1215 ·  1216 ·  1217 ·  1218 ·  1219